# Alemonia
Alemonia is een godin in de Romeinse godsdienst, die verantwoordelijk werd geacht voor de bescherming van de foetus. Ze is een van de Di Indigetes.